# Antarctic Heritage Trust
La Antarctic Heritage Trust (en español, Fundación Patrimonio de la Antártida) es una fundación que en 2009 tenía dos socios, la Antarctic Heritage Trust de Nueva Zelanda que fue fundada en 1987 y la británica UK Antarctic Heritage Trust fundada en 1993. La fundación es un consorcio creado con los siguientes objetivos:
- promover la toma de conciencia de la humanidad sobre la historia de la Antártida, su exploración y su importancia para el mundo moderno, y con ese fin
- identificar, restaurar, preservar y documentar los lugares históricos de la Antártida, las construcciones y objetos que contienen;
- restaurar, preservar y proteger, en su caso, otros elementos, incluidos los documentos archivados pertenecientes al patrimonio histórico generado por la actividad humana en la Antártida;
- proporcionar medios para que las personas y organizaciones interesadas pueden contribuir al logro de los objetivos de las fundaciones;
- guiarse por las normas apropiadas de gestión del patrimonio;
- ajustarse a los principios, propósitos y el espíritu del Tratado Antártico, en particular, el anexo V, Área de Protección y Gestión, del Protocolo sobre Protección Ambiental de la Antártida (El Protocolo de Madrid), y
- cooperar con los socios del consorcio y con otros que tengan intereses en la Antártida, para lograr estos objetivos.